# Muralla d'Oviedo
La Muralla d'Oviedo és la fortificació que protegia a la ciutat d'Oviedo, en el Principat d'Astúries (Espanya). Està catalogada bé d'interès cultural, en la categoria de monument, des de l'any 1931, figura llavors denominada monument històric artístic.

## Muralla preromànica
El rei Alfonso II el Cast d'Astúries va traslladar al començament del seu regnat (791-842) la capitalitat del regne a la ciutat d'Oviedo on va iniciar un extens programa constructiu dotant a la ciutat d'esglésies, monestirs, palaus i una muralla defensiva que envoltava tot el conjunt incloent en aquest recinte el monestir de San Vicente, fundat en temps del seu pare el rei Fruela I, i que va ser l'origen de la ciutat.
Les notícies documentals són molt escasses i genèriques. És esmentada en el testament del rei Alfons II contingut en el Liber Testamentorum conservat en la Catedral de San Salvador. Apareix també esmentada en diverses donacions com la del palau-fortalesa d'Alfons III el Magne pel rei Alfons VI de Lleó al cabiscol de San Salvador en 1057 i en la de la reina Urraca l'Asturiana d'altres palaus i edificis també a San Salvador en 1161.
Diversos historiadors com Fortunato de Selgas Albuerne o Juan Uría Ríu han proposat diversos recorreguts per on discorria la muralla d'Alfons II els quals, tenint en compte els canvis en la fisonomia de la ciutat i les lògiques diferències d'interpretació dels documents, vindrien a ser aproximadament els dels actuals carrers de San Vicente, San Antonio, Canóniga, Rúa, San Juan i Jovellanos.

## Muralla baixmedieval
En 1258, el rei Alfons X de Castella i Lleó va ordenar la construcció d'una nova muralla de la ciutat pagant les obres el l'ajuntament d'Oviedo en dos terços del total i l'arquebisbat d'Oviedo l'altre terç.
El perímetre de la muralla era de 1400 metres, tenia una alçada de 4 metres i un gruix de 2,20 metres aproximadament. Es va aixecar en dos murs paral·lels de 0,5 metres d'ample de maçoneria irregular de pedra calcària amb un farciment intermedi de pedra.
Encara que s'ha suposat la finalització de la muralla a la fi del segle xiii o principis del XIV, encara l'any 1495 els Reis Catòlics van concedir un impost per construir torres i portes en la muralla.
No obstant això, en els segles XVII i XVIII la muralla ja ha havia perdut la seva funció defensiva i es va convertir en una barrera física. La ciutat va desbordar la muralla pels seus costats sud i oest i es van adossar cases a aquesta, entre ells el nou edifici de l'ajuntament d'Oviedo, que es va adossar sobre la porta que donava, i segueix donant, accés al carrer Cimadevilla. De la mateixa forma, el nou edifici del monestir de San Pelayo es va construir sobre la pròpia muralla i aprofitant pedra de part d'aquella, podent veure's encara avui restes de la muralla i cub en els fonaments dels murs del monestir.
Durant els segles XIX i segle xx van seguir derrocant-se porcions de la muralla segons les necessitats de creixement de la ciutat sense que es produís cap reacció en contra. En 1931 va ser declarada monument històric artístic, la qual cosa avui es denomina bé d'interès cultural, que no obstant això no va detenir la desaparició d'elements de la muralla, com la Torre de Gascona, demolida en 1963. Fins a 1977 no es va promoure la primera iniciativa de defensa de la muralla, amb l'obligació de conservar i integrar un fragment de 5 metres de llargària situat a la plaça de Riego en una nova edificació que s'estava construint.
No obstant això, poc més que labors de neteja d'arbustos i mala herba s'han realitzat des de llavors, estant pendent l'elaboració d'un pla que estudiï en profunditat el monument i ho aprofiti com un reclam turístic més de la ciutat.

## Conservació
Es conserven diversos trams a la plaça de Riego, al carrer de Jovellanos i el més extens al carrer Paraiso. Altres restes menors de la muralla es poden observar als carrers de Postigo Alto, Sol, Mendizábal o a la plaça Mayo.
L'estat de conservació és de relatiu abandó, havent-se disputat les diferents administracions públiques la responsabilitat del seu estat i de les obres necessàries per a la seva conservació i integració turística. Finalment en 2008 es va arribar a un acord de neteja urgent de la mala herba que la cobria i de prospecció arqueològica.